# Yuto Ono
Yuto Ono (Kanagawa, Japón; 28 de septiembre de 1991) es un futbolista japonés. Juega como mediocampista. Fue contratado por el club Gaifu FC. Fue jugador de las fuerzas básicas del Celaya y de ahí fue vendido a Tiburones Rojos del Veracruz.

## Clubes
| Club          | País   | Año       | Anotado |
| ------------- | ------ | --------- | ------- |
| Necaxa sub-20 | México | 2010-2011 | 2       |
| Celaya        | México | 2011-2012 | 8       |
| Veracruz      | México | 2013      | 2       |
| San Luis      | México | 2013-2014 | 3       |
| FC Gifu       | Japón  | 2015-     |         |

- Datos: Q5680245